# Eric Prydz

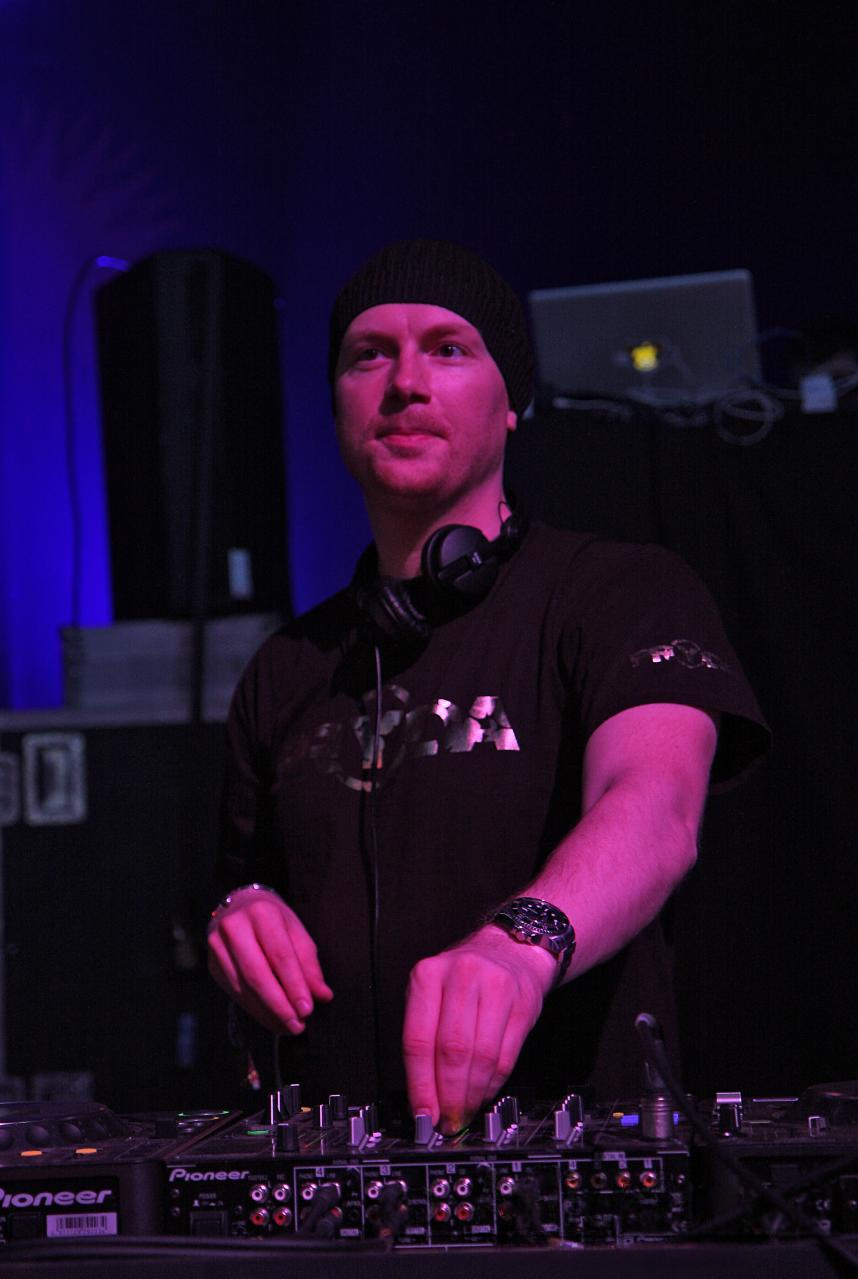
Eric Prydz (2009)

Eric Sheridan Prydz (* 19. Juli 1976 in Täby) ist ein schwedischer House-DJ und Produzent, der 2004 mit der Single Call on me einen weltweiten Erfolg hatte.

## Leben
Prydz begann im Alter von neun Jahren in Stockholm Musik zu machen. Nachdem er in seiner Schule eingebrochen und Keyboards gestohlen hatte, landete Prydz in einem Internat für schwer erziehbare Kinder.
Durch seinen Freund Steve Angello ermutigt, begann Prydz sehr früh eigene Tracks zu produzieren. Seine musikalischen Interessen waren zunächst stark durch den Sound von Depeche Mode beeinflusst. Erst als ihm ein Freund seines älteren Bruders 1989 ein Mixtape aus Ibiza mitbrachte, änderte Prydz seinen Stil in Richtung House.
2004 produzierte er den Track Call on Me, der vor allem wegen der erotischen Stilelemente im Musikvideo bekannt ist. Mittelpunkt des Videos ist die von der australischen Tänzerin Deanne Berry gespielte laszive Kursleiterin, die während der Aerobic-Stunde in ihrem schwarzen String-Body die Blicke des einzigen männlichen Kursteilnehmers auf sich zieht. Das Lied baut weitgehend auf Samples von Steve Winwoods Hit Valerie aus dem Jahr 1982 auf. Ursprünglich hatten DJ Falcon und Thomas Bangalter (Daft Punk) Call on Me gesampelt und als DJ-Tool verwendet. Vor Prydz´ Version wurde der Track bereits in unterschiedlichen Versionen von Red Kult und Retarded Funk produziert, doch wurden nie die Rechte für die Samples geklärt. Als Eric Prydz den Auftrag bekam, ihn zu remixen, holte sein Label Ministry of Sound selbst die Rechte ein und um die Besitzrechte der Originalaufnahme zu klären, wurde das Original eigens für die Singleveröffentlichung noch einmal mit Winwoods Gesang neu aufgenommen. Bangalter und DJ Falcon tauchen bei keiner Version in den Credits auf.
Am 25. September 2004 erreichte Prydz mit dieser Aufnahme die Spitze der britischen Singlecharts und hielt diese Position mit einer Unterbrechung fünf Wochen lang. Prydz hielt den Rekord der geringsten Zahl verkaufter Singles, mit der jemals ein Künstler Platz 1 der britischen Singlecharts erreichte. Bei seiner Rückkehr auf Platz 1 am 17. Oktober 2004 unterbot er mit 23.519 verkauften Singles den bisherigen Rekord von Daniel Bedingfield aus dem Januar 2002. Eine Woche später setzte er seine eigene Marke mit 21.749 verkauften Singles noch einmal niedriger.
Am 1. November 2004 stieg er auch in den deutschen Singlecharts auf Platz 1 ein.
Eric Prydz produziert auch unter einigen weiteren Künstlernamen, wie z. B. Pryda, Cirez D, Sheridan oder Moo. Des Weiteren ist Prydz Teil diverser Gruppen, u. a. A&P Project, Dukes of Sluca, Groove System, Hardform und AxEr. Der letzte Name steht für ein gemeinsames Projekt von Eric Prydz und seinem DJ-Kollegen Axwell. Dazu unterhält er nun auch seine eigenen Labels Pryda, Pryda Friends sowie Mouseville.

Ende 2006 erschien die neue Single Proper Education mit einem Sample von Pink Floyds Another Brick in the Wall.
2008 landete er mit Pjanoo einen weltweiten Clubhit, der zudem als Soundtrack von Grand Theft Auto: The Ballad of Gay Tony verwendet wurde.
2011 veröffentlichte er den Remix Never Let Me Down Again von Depeche Mode neu auf ihren Remix-Album Remixes 2: 81–11, außerdem den Song 2Night. Dieser war eine Auskopplung des neuen Albums Pryda, welches am 18. Mai 2012 in Deutschland erschien.

## Diskografie

### Studioalben
| Jahr | Titel                      | Höchstplatzierung, Gesamtwochen, AuszeichnungChartplatzierungen (Jahr, Titel, Platzierungen, Wochen, Auszeichnungen, Anmerkungen) | Höchstplatzierung, Gesamtwochen, AuszeichnungChartplatzierungen (Jahr, Titel, Platzierungen, Wochen, Auszeichnungen, Anmerkungen) | Höchstplatzierung, Gesamtwochen, AuszeichnungChartplatzierungen (Jahr, Titel, Platzierungen, Wochen, Auszeichnungen, Anmerkungen) | Anmerkungen                                  |
| Jahr | Titel                      | CH | UK | US | Anmerkungen                                  |
| ---- | -------------------------- | --- | --- | --- | -------------------------------------------- |
| 2012 | Eric Prydz presents: Pryda | — | UK40 (1 Wo.)UK | — | Erstveröffentlichung: 21. Mai 2012 als Pryda |
| 2016 | Opus                       | CH48 (1 Wo.)CH | UK23 (2 Wo.)UK | US164 (1 Wo.)US | Erstveröffentlichung: 5. Februar 2016        |

### EPs
| Jahr | Titel | Höchstplatzierung, Gesamtwochen, AuszeichnungChartsChartplatzierungen (Jahr, Titel, Platzierungen, Wochen, Auszeichnungen, Anmerkungen) | Anmerkungen                             |
| Jahr | Titel | UK | Anmerkungen                             |
| ---- | ----- | --- | --------------------------------------- |
| 2002 | EP2   | UK98 (1 Wo.)UK | Erstveröffentlichung: 30. November 2002 |
| 2003 | EP3   | UK81 (2 Wo.)UK | Erstveröffentlichung: 7. Juli 2003      |

Weitere EPs
- 2002: EP1

### Singles
| Jahr | Titel Album                      | Höchstplatzierung, Gesamtwochen, AuszeichnungChartplatzierungen (Jahr, Titel, Album, Platzierungen, Wochen, Auszeichnungen, Anmerkungen) | Höchstplatzierung, Gesamtwochen, AuszeichnungChartplatzierungen (Jahr, Titel, Album, Platzierungen, Wochen, Auszeichnungen, Anmerkungen) | Höchstplatzierung, Gesamtwochen, AuszeichnungChartplatzierungen (Jahr, Titel, Album, Platzierungen, Wochen, Auszeichnungen, Anmerkungen) | Höchstplatzierung, Gesamtwochen, AuszeichnungChartplatzierungen (Jahr, Titel, Album, Platzierungen, Wochen, Auszeichnungen, Anmerkungen) | Höchstplatzierung, Gesamtwochen, AuszeichnungChartplatzierungen (Jahr, Titel, Album, Platzierungen, Wochen, Auszeichnungen, Anmerkungen) | Anmerkungen                                                                                     |
| Jahr | Titel Album                      | DE | AT | CH | UK | SE | Anmerkungen                                                                                     |
| ---- | -------------------------------- | --- | --- | --- | --- | --- | ----------------------------------------------------------------------------------------------- |
| 2004 | Woz Not Woz –                    | DE63 (5 Wo.)DE | — | CH84 (4 Wo.)CH | UK55 (9 Wo.)UK | — | Erstveröffentlichung: 5. April 2004 mit Steve Angello außerhalb des UK erst 2005 veröffentlicht |
| 2004 | Call on Me –                     | DE1 ×3Dreifachgold · (21 Wo.)DE | AT1 (23 Wo.)AT | CH2 Gold · (30 Wo.)CH | UK1 ×2Doppelplatin · (41 Wo.)UK | SE1 Gold · (28 Wo.)SE | Erstveröffentlichung: 20. August 2004 Original: Steve Winwood – Valerie (1982)                  |
| 2006 | Proper Education –               | DE4 (16 Wo.)DE | AT20 (15 Wo.)AT | CH12 (22 Wo.)CH | UK2 (11 Wo.)UK | SE7 (13 Wo.)SE | Erstveröffentlichung: 29. Dezember 2006 vs. Pink Floyd; Original: Another Brick in the Wall     |
| 2008 | Pjanoo Eric Prydz Presents Pryda | DE34 (15 Wo.)DE | AT22 (14 Wo.)AT | CH31 (11 Wo.)CH | UK2 Platin · (15 Wo.)UK | SE6 (13 Wo.)SE | Erstveröffentlichung: 5. September 2008 Soundtrack zu GTA IV: The Ballad of Gay Tony            |
| 2011 | Niton (The Reason) –             | DE66 (2 Wo.)DE | — | — | UK45 (2 Wo.)UK | — | Erstveröffentlichung: 11. Februar 2012 Gastsänger: Jan Burton                                   |
| 2014 | Liberate Opus                    | — | — | — | UK71 (1 Wo.)UK | — | Erstveröffentlichung: 28. Juli 2014                                                             |

Weitere Singles
| - 2003: Slammin’ - 2003: Sunrize (A & P Project) - 2004: Human Behaviour / Lesson One a - 2004: Control Freak b - 2004: Deep Inside b - 2004: Diamond Girl b - 2004: Spooks / Doit b - 2004: In & Out - 2004: High On You (Sheridan) - 2005: 123 (AxEr) - 2005: 321 (AxEr) - 2005: Knockout b - 2005: Re-Match b - 2005: Teaser / Lollipop b - 2005: Aftermath a - 2005: Nile / Sucker DJ a - 2006: Fatz Theme / Flycker (Sheridan) - 2006: Ferriberri (Sebastian Ingrosso feat. Eric Prydz) - 2006: Remember / Frankfurt a - 2006: Punch Drunk b - 2006: Deep Inside b - 2007: Horizons b - 2007: Genesis a - 2007: Teaser b - 2007: Ironman / Madderferrys a - 2007: Muranyi / Balaton a - 2007: Rymd / Armed a - 2007: Mouseville’s Theme b - 2008: Europa / Odyssey a - 2008: Stockholm Marathon / The Journey b - 2008: Läget b | - 2008: Evouh / Wakanpi / Rakfunk a - 2009: Animal / Miami to Atlanta / Loaded a - 2009: On Off / Fast Forward b - 2009: Melo / Lift / Reeperbahn a - 2009: The Tunnel / Raptor b - 2009: Waves / Alfon a - 2009: On Off / Fast Forward b - 2010: Bauerpost / Glow b - 2010: Exit b - 2010: Rymd 2010 / Inspiration a - 2010: Emos / Viro a - 2010: The End / M.S.B.O.Y a - 2010: Niton / Vega a - 2010: Illusions / Glimma a - 2011: Full Stop b - 2011: Tomorrow (Cirez D & Acki Kokotos) - 2011: Sirtos Madness (Cirez D & Acki Kokotos) - 2011: Mokba b - 2011: Mirage / Juletider / With Me a - 2011: 2night a - 2012: Allein a - 2012: Every Day - 2012: Recommendos a / Bergen a - 2015: Tether (vs. Chvrches) - 2015: Liberate - 2015: Generate - 2015: Neuron / Loving You / Run / Rebel XX – (Pryda Vol.1 EP) a - 2015: Opus - 2015: T.I.D / Rush / Clapham / Annexet / Welcome to my House – (Pryda Vol.2 EP) a - 2016: Breathe (feat. Rob Swire) - 2016: Last Dragon |

### Remixe
| - 2002: Outfunk – Echo Vibes (Eric Prydz Remix) - 2002: Star Alliance – PVC (Eric Prydz Remix) - 2002: Par-T-One vs. INXS – I’m So Crazy (Eric Prydz Remix) - 2003: Harry’s Afro Hut – C’mon Lady (Eric Prydz Remix) - 2003: Outfunk – Lost in Music (Eric Prydz Remix) - 2003: Steve Angello – Voices (Eric Prydz Remix) - 2003: Snap! vs. Motivo – The Power (Of Bhangra) (Eric Prydz Remix) - 2003: M Factor – Come Together (Eric Prydz Remix) - 2003: The Attic – Destiny (Eric Prydz Remix) - 2003: Futureshock – Pride’s Paranoia (Eric Prydz Remix) - 2003: Oliver Lieb & Shakeman Pres. Smoked – Metropolis (Eric Prydz Remix) - 2003: Pet Shop Boys – Miracles (Eric Prydz Remix) - 2003: Aloud – Sex & Sun (Eric Prydz Remix) - 2004: Duran Duran – (Reach Up for The) Sunrise (Eric Prydz Remix) - 2004: The Shapeshifters – Lola’s Theme (Eric Prydz Remix) - 2004: Mutiny & Lorraine Cato – Holding On (Eric Prydz Remix) - 2004: Alter Ego – Rocker (Eric Prydz Remix) - 2005: Axwell – Feel The Vibe (Eric Prydz Remix) - 2005: Howard Jones – And Do You Feel Scared? (Eric Prydz Remix) - 2005: Inner City – Good Life (Eric Prydz Remix) | - 2006: Switch – A Bit Patchy (Eric Prydz Remix) - 2006: Paolo Mojo – 1983 (Eric Prydz Remix) - 2006: Double 99 – R.I.P. Groove (Cirez D Remix) - 2006: Michael Jackson – Thriller (Eric Prydz Bootleg) - 2006: Duran Duran – Nice (Eric Prydz Bootleg) - 2007: Jamiroquai – Feels Just Like It Should (Cirez D Remix) - 2007: Arno Cost & Arias Vs. Robin S. – Show Me Magenta (Axwell & Eric Prydz Chariots Re-edit Mash Up) - 2007: Sven Väth – The Beauty & The Beast (Eric Prydz Re-edit) - 2008: Christian Smith & John Selway – Total Departure (Cirez D Remix) - 2008: Paolo Mojo & Jim Rivers – Ron Hardy Said (Eric Prydz Remix) - 2009: Sébastien Léger – The Beautiful People (Eric Prydz Remix) - 2009: Calvin Harris – Flashback (Eric Prydz Remix) - 2010: Faithless – Not Going Home (Eric Prydz Remix) - 2010: Felix da Housecat – Thee Anthem (Eric Prydz Remix) - 2011: Eric Prydz feat. Jan Burton – Niton (The Reason) (Pryda 82 Mix) - 2011: Depeche Mode – Never Let Me Down Again (Eric Prydz Remix) - 2011: Depeche Mode – Personal Jesus (Eric Prydz Remix) - 2011: Digitalism – Circles (Eric Prydz Remix) - 2011: Henry Saiz & Guy J – Meridian (Eric Prydz Remix) - 2012: M83 – Midnight City (Eric Prydz Private Remix) |

## Auszeichnungen für Musikverkäufe
| Goldene Schallplatte - Dänemark - 2007: für die Single Proper Education - Frankreich - 2005: für die Single Call on Me - Italien - 2024: für die Single Call on Me - Spanien - 2024: für die Single Call on Me | Platin-Schallplatte - Australien - 2004: für die Single Call on Me - Dänemark - 2023: für die Single Call on Me 2× Platin-Schallplatte - Neuseeland - 2024: für die Single Call on Me |

Anmerkung: Auszeichnungen in Ländern aus den Charttabellen bzw. Chartboxen sind in ebendiesen zu finden.
| Land/RegionAuszeichnungen für Musikverkäufe (Land/Region, Auszeichnungen, Verkäufe, Quellen) | Gold     | Platin     | Verkäufe  | Quellen              |
| -------------------------------------------------------------------------------------------- | -------- | ---------- | --------- | -------------------- |
| Australien (ARIA)                                                                            | —        | Platin1    | 70.000    | aria.com.au          |
| Dänemark (IFPI)                                                                              | Gold1    | Platin1    | 97.500    | ifpi.dk              |
| Deutschland (BVMI)                                                                           | Gold1    | Platin1    | 450.000   | musikindustrie.de    |
| Frankreich (SNEP)                                                                            | Gold1    | —          | 200.000   | snepmusique.com      |
| Italien (FIMI)                                                                               | Gold1    | —          | 50.000    | fimi.it              |
| Neuseeland (RMNZ)                                                                            | —        | 2× Platin2 | 60.000    | radioscope.co.nz     |
| Schweden (IFPI)                                                                              | Gold1    | —          | 10.000    | sverigetopplistan.se |
| Schweiz (IFPI)                                                                               | Gold1    | —          | 20.000    | hitparade.ch         |
| Spanien (Promusicae)                                                                         | Gold1    | —          | 30.000    | elportaldemusica.es  |
| Vereinigtes Königreich (BPI)                                                                 | —        | 3× Platin3 | 1.800.000 | bpi.co.uk            |
| Insgesamt                                                                                    | 7× Gold7 | 8× Platin8 |           |                      |